# 2014-es labdarúgó-világbajnokság-selejtező (CONMEBOL)
A 2014-es labdarúgó-világbajnokság dél-amerikai selejtező mérkőzéseit 2011-től 2013-ig játszották le. Összesen 9 válogatott vett részt a selejtezőn. Dél-amerikából a világbajnokság rendezőjeként Brazília automatikusan részt vehetett a világbajnokságon.

## A selejtező lebonyolítása
A dél-amerikai selejtezőben a kilenc csapat egyetlen csoportot alkotott. A csoportokban a csapatok körmérkőzéses, oda-visszavágós rendszerben mérkőztek meg egymással. A mérkőzéseket 2011. október 7-e és 2013. október 15-e között játszották le, 18 fordulóban. Minden fordulóban négy mérkőzésre került sor, egy csapat mindig pihenőnapos volt.
Az első négy csapat résztvevője lett a 2014-es labdarúgó-világbajnokságnak, az ötödik helyezett dél-amerikai ország interkontinentális pótselejtezőt játszott. A pótselejtezőket sorsolják, a dél-amerikai ötödik helyezett csapat ellenfele az észak-amerikai negyedik, az ázsiai ötödik, és az óceániai csoport győztese lehetett.

## Résztvevők
Brazília rendezőként automatikus résztvevője a világbajnokságnak.
| - Argentína - Bolívia - Chile | - Ecuador - Kolumbia - Paraguay | - Peru - Uruguay - Venezuela |

## Tabella
| Hely. | Csapat    | M  | Gy | D | V  | G+ | G– | Gk  | P  | Továbbjutás                         |     | Argentína | Kolumbia | Chile | Ecuador | Uruguay | Venezuela | Peru | Bolívia | Paraguay |
| ----- | --------- | -- | -- | - | -- | -- | -- | --- | -- | ----------------------------------- | --- | --------- | -------- | ----- | ------- | ------- | --------- | ---- | ------- | -------- |
| 1.    | Argentína | 16 | 9  | 5 | 2  | 35 | 15 | +20 | 32 | Kijutott a 2014-es világbajnokságra |     | —         | 0–0      | 4–1   | 4–0     | 3–0     | 3–0       | 3–1  | 1–1     | 3–1      |
| 2.    | Kolumbia  | 16 | 9  | 3 | 4  | 27 | 13 | +14 | 30 | Kijutott a 2014-es világbajnokságra |     | 1–2       | —        | 3–3   | 1–0     | 4–0     | 1–1       | 2–0  | 5–0     | 2–0      |
| 3.    | Chile     | 16 | 9  | 1 | 6  | 29 | 25 | +4  | 28 | Kijutott a 2014-es világbajnokságra |     | 1–2       | 1–3      | —     | 2–1     | 2–0     | 3–0       | 4–2  | 3–1     | 2–0      |
| 4.    | Ecuador   | 16 | 7  | 4 | 5  | 20 | 16 | +4  | 25 | Kijutott a 2014-es világbajnokságra |     | 1–1       | 1–0      | 3–1   | —       | 1–0     | 2–0       | 2–0  | 1–0     | 4–1      |
| 5.    | Uruguay   | 16 | 7  | 4 | 5  | 25 | 25 | 0   | 25 | Interkontinetális pótselejtező      |     | 3–2       | 2–0      | 4–0   | 1–1     | —       | 1–1       | 4–2  | 4–2     | 1–1      |
| 6.    | Venezuela | 16 | 5  | 5 | 6  | 14 | 20 | −6  | 20 |                                     |     | 1–0       | 1–0      | 0–2   | 1–1     | 0–1     | —         | 3–2  | 1–0     | 1–1      |
| 7.    | Peru      | 16 | 4  | 3 | 9  | 17 | 26 | −9  | 15 |                                     | 1–1 | 0–1       | 1–0      | 1–0   | 1–2     | 2–1     | —         | 1–1  | 2–0     |          |
| 8.    | Bolívia   | 16 | 2  | 6 | 8  | 17 | 30 | −13 | 12 |                                     | 1–1 | 1–2       | 0–2      | 1–1   | 4–1     | 1–1     | 1–1       | —    | 3–1     |          |
| 9.    | Paraguay  | 16 | 3  | 3 | 10 | 17 | 31 | −14 | 12 |                                     | 2–5 | 1–2       | 1–2      | 2–1   | 1–1     | 0–2     | 1–0       | 4–0  | —       |          |

## Mérkőzések
- A mérkőzések kezdési időpontjai helyi idő szerint vannak feltüntetve.

### 1. forduló
Pihenőnapos:  Kolumbia
| 2011. október 7. 17:00 (UTC−2) |

| Uruguay                             | 4–2               | Bolívia                            |
| ----------------------------------- | ----------------- | ---------------------------------- |
| Suárez 4' Lugano 26' 72' Cavani 35' | (3–1) Jegyzőkönyv | Cardozo 18' Martins 86' (11-esből) |

| Estadio Centenario, Montevideo Nézőszám: 25 500 Játékvezető: Víctor Hugo Carrillo (perui) |

| 2011. október 7. 16:05 (UTC−5) |

| Ecuador                  | 2–0               | Venezuela |
| ------------------------ | ----------------- | --------- |
| J. Ayoví 15' Benítez 28' | (2–0) Jegyzőkönyv |           |

| Estadio Olímpico Atahualpa, Quito Nézőszám: 32 278 Játékvezető: Enrique Osses (chilei) |

| 2011. október 7. 20:10 (UTC−3) |

| Argentína                    | 4–1               | Chile         |
| ---------------------------- | ----------------- | ------------- |
| Higuaín 8' 52' 63' Messi 26' | (2–0) Jegyzőkönyv | Fernández 59' |

| Estadio Monumental Antonio Vespucio Liberti, Buenos Aires Nézőszám: 26 161 Játékvezető: Wilmar Roldán (kolumbiai) |

| 2011. október 7. 20:15 (UTC−5) |

| Peru             | 2–0               | Paraguay |
| ---------------- | ----------------- | -------- |
| Guerrero 47' 73' | (0–0) Jegyzőkönyv |          |

| Estadio Nacional, Lima Nézőszám: 39 600 Játékvezető: Sergio Pezzotta (argentin) |

### 2. forduló
Pihenőnapos:  Ecuador
| 2011. október 11. 16:00 (UTC−4) |

| Bolívia    | 1–2               | Kolumbia               |
| ---------- | ----------------- | ---------------------- |
| Flores 85' | (0–0) Jegyzőkönyv | Pabón 48' Falcao 90+3' |

| Estadio Hernando Siles, La Paz Nézőszám: 33 155 Játékvezető: Carlos Amarilla (paraguayi) |

| 2011. október 11. 19:45 (UTC−3) |

| Chile                                              | 4–2               | Peru                   |
| -------------------------------------------------- | ----------------- | ---------------------- |
| Ponce 2' Vargas 18' Medel 48' Suazo 63' (11-esből) | (2–0) Jegyzőkönyv | Pizarro 49' Farfán 60' |

| Estadio Monumental David Arellano, Santiago de Chile Nézőszám: 39 000 Játékvezető: Raúl Orosco (bolíviai) |

| 2011. október 11. 19:45 (UTC−3) |

| Paraguay    | 1–1               | Uruguay    |
| ----------- | ----------------- | ---------- |
| Ortiz 90+2' | (0–0) Jegyzőkönyv | Forlán 68' |

| Estadio Defensores del Chaco, Asunción Nézőszám: 12 922 Játékvezető: Wilson Seneme (brazil) |

| 2011. október 11. 20:20 (UTC−4:30) |

| Venezuela      | 1–0               | Argentína |
| -------------- | ----------------- | --------- |
| Amorebieta 61' | (0–0) Jegyzőkönyv |           |

| Estadio José Antonio Anzoátegui, Puerto La Cruz Nézőszám: 35 600 Játékvezető: Roberto Silvera (uruguayi) |

### 3. forduló
Pihenőnapos:  Peru
| 2011. november 11. 17:00 (UTC−3) |

| Argentína   | 1–1               | Bolívia    |
| ----------- | ----------------- | ---------- |
| Lavezzi 60' | (0–0) Jegyzőkönyv | Moreno 56' |

| Estadio Monumental Antonio Vespucio Liberti, Buenos Aires Nézőszám: 27 592 Játékvezető: Carlos Vera (ecuadori) |

| 2011. november 11. 21:00 (UTC−3) |

| Paraguay              | 2–1               | Ecuador     |
| --------------------- | ----------------- | ----------- |
| Riveros 47' Verón 58' | (0–0) Jegyzőkönyv | Rojas 90+2' |

| Estadio Defensores del Chaco, Asunción Nézőszám: 11 173 Játékvezető: Hernando Buitrago (kolumbiai) |

| 2011. november 11. 19:00 (UTC−5) |

| Kolumbia   | 1–1               | Venezuela        |
| ---------- | ----------------- | ---------------- |
| Guarín 11' | (1–0) Jegyzőkönyv | F. Feltscher 79' |

| Estadio Metropolitano Roberto Meléndez, Barranquilla Nézőszám: 43 953 Játékvezető: Omar Ponce (ecuadori) |

| 2011. november 11. 20:00 (UTC−2) |

| Uruguay                | 4–0               | Chile |
| ---------------------- | ----------------- | ----- |
| Suárez 42' 45' 68' 74' | (2–0) Jegyzőkönyv |       |

| Estadio Centenario, Montevideo Nézőszám: 40 500 Játékvezető: Héctor Baldassi (argentin) |

### 4. forduló
Pihenőnapos:  Uruguay
| 2011. november 15. 16:00 (UTC−5) |

| Kolumbia  | 1–2               | Argentína            |
| --------- | ----------------- | -------------------- |
| Pabón 45' | (1–0) Jegyzőkönyv | Messi 61' Agüero 84' |

| Estadio Metropolitano Roberto Meléndez, Barranquilla Nézőszám: 49 600 Játékvezető: Sálvio Fagundes (brazil) |

| 2011. november 15. 16:00 (UTC−5) |

| Ecuador                | 2–0               | Peru |
| ---------------------- | ----------------- | ---- |
| Méndez 70' Benítez 89' | (0–0) Jegyzőkönyv |      |

| Estadio Olímpico Atahualpa, Quito Nézőszám: 34 481 Játékvezető: Jorge Larrionda (uruguayi) |

| 2011. november 15. 20:30 (UTC−3) |

| Chile                           | 2–0               | Paraguay |
| ------------------------------- | ----------------- | -------- |
| Contreras 28' Matías Campos 85' | (1–0) Jegyzőkönyv |          |

| Estadio Nacional, Santiago de Chile Nézőszám: 44 726 Játékvezető: Héber Lopes (brazil) |

| 2011. november 15. 20:30 (UTC−4:30) |

| Venezuela       | 1–0               | Bolívia |
| --------------- | ----------------- | ------- |
| Vizcarrondo 24' | (1–0) Jegyzőkönyv |         |

| Estadio Pueblo Nuevo, San Cristóbal Nézőszám: 33 351 Játékvezető: Georges Buckley (perui) |

### 5. forduló
Pihenőnapos:  Paraguay
| 2012. június 2. 15:00 (UTC−3) |

| Uruguay    | 1–1               | Venezuela         |
| ---------- | ----------------- | ----------------- |
| Forlán 38' | (1–0) Jegyzőkönyv | Godín 84' (öngól) |

| Estadio Centenario, Montevideo Nézőszám: 57 000 Játékvezető: Antonio Arias (paraguayi) |

| 2012. június 2. 16:10 (UTC−4) |

| Bolívia | 0–2               | Chile                    |
| ------- | ----------------- | ------------------------ |
|         | (0–1) Jegyzőkönyv | Aránguiz 45+2' Vidal 83' |

| Estadio Hernando Siles, La Paz Nézőszám: 34 389 Játékvezető: Alfredo Intriago (ecuadori) |

| 2012. június 2. 19:30 (UTC−3) |

| Argentína                                     | 4–0               | Ecuador |
| --------------------------------------------- | ----------------- | ------- |
| Agüero 19' Higuaín 29' Messi 31' Di María 76' | (3–0) Jegyzőkönyv |         |

| Estadio Monumental Antonio Vespucio Liberti, Buenos Aires Nézőszám: 50 000 Játékvezető: Víctor Rivera (perui) |

| 2012. június 3. 17:00 (UTC−5) |

| Peru | 0–1               | Kolumbia      |
| ---- | ----------------- | ------------- |
|      | (0–0) Jegyzőkönyv | Rodríguez 51' |

| Estadio Nacional, Lima Nézőszám: 35 724 Játékvezető: Néstor Pitana (argentin) |

### 6. forduló
Pihenőnapos:  Argentína
| 2012. június 9. 16:00 (UTC–4) |

| Bolívia                  | 3–1               | Paraguay    |
| ------------------------ | ----------------- | ----------- |
| Peña 10' Escobar 70' 80' | (1–0) Jegyzőkönyv | Riveros 83' |

| Estadio Hernando Siles, La Paz Nézőszám: 17 320 Játékvezető: Roberto Silvera (uruguayi) |

| 2012. június 9 18:05 (UTC–4:30) |

| Venezuela | 0–2               | Chile                        |
| --------- | ----------------- | ---------------------------- |
|           | (0–0) Jegyzőkönyv | Fernández 85' Aránguiz 90+1' |

| Estadio José Antonio Anzoátegui, Puerto La Cruz Nézőszám: 35 000 Játékvezető: Hernando Buitrago (kolumbiai) |

| 2012. június 10. 15:30 (UTC–3) |

| Uruguay                                           | 4–2               | Peru                           |
| ------------------------------------------------- | ----------------- | ------------------------------ |
| Coates 15' Pereira 29' Rodríguez 63' Eguren 90+4' | (2–1) Jegyzőkönyv | Godín 39' (öngól) Guerrero 48' |

| Estadio Centenario, Montevideo Nézőszám: 55 000 Játékvezető: Leandro Vuaden (brazil) |

| 2012. június 10. 16:00 (UTC–5) |

| Ecuador     | 1 − 0             | Kolumbia |
| ----------- | ----------------- | -------- |
| Benítez 54' | (0–0) Jegyzőkönyv |          |

| Estadio Olímpico Atahualpa, Quito Nézőszám: 37 353 Játékvezető: Wilson Seneme (brazil) |

### 7. forduló
Pihenőnapos:  Chile
| 2012. szeptember 7. 15:30 (UTC−5) |

| Kolumbia                               | 4–0               | Uruguay |
| -------------------------------------- | ----------------- | ------- |
| Falcao 2' Gutiérrez 47' 52' Zúñiga 90' | (1–0) Jegyzőkönyv |         |

| Estadio Metropolitano Roberto Meléndez, Barranquilla Nézőszám: 45 000 Játékvezető: Héber Lopes (brazil) |

| 2012. szeptember 7. 16:00 (UTC−5) |

| Ecuador                | 1–0               | Bolívia |
| ---------------------- | ----------------- | ------- |
| Caicedo 74' (11-esből) | (0–0) Jegyzőkönyv |         |

| Estadio Olímpico Atahualpa, Quito Nézőszám: 32 213 Játékvezető: Juan Soto (venezuelai) |

| 2012. szeptember 7. 20:10 (UTC−3) |

| Argentína                         | 3–1               | Paraguay              |
| --------------------------------- | ----------------- | --------------------- |
| Di María 3' Higuaín 30' Messi 64' | (2–1) Jegyzőkönyv | Fabbro 17' (11-esből) |

| Estadio Mario Alberto Kempes, Córdoba Nézőszám: 51 000 Játékvezető: Wilson Seneme (brazil) |

| 2012. szeptember 7. 20:25 (UTC−5) |

| Peru           | 2–1               | Venezuela  |
| -------------- | ----------------- | ---------- |
| Farfán 47' 59' | (0–1) Jegyzőkönyv | Arango 43' |

| Estadio Nacional, Lima Nézőszám: 34 703 Játékvezető: Martín Vázquez (uruguayi) |

### 8. forduló
Pihenőnapos:  Bolívia
| 2012. szeptember 11. 16:30 (UTC−3) |

| Chile         | 1–3               | Kolumbia                               |
| ------------- | ----------------- | -------------------------------------- |
| Fernández 42' | (1–0) Jegyzőkönyv | Rodríguez 58' Falcao 73' Gutiérrez 76' |

| Estadio Monumental David Arellano, Santiago de Chile Nézőszám: 38 000 Játékvezető: Víctor Hugo Carrillo (perui) |

| 2012. szeptember 11. 18:30 (UTC−3) |

| Uruguay    | 1–1               | Ecuador               |
| ---------- | ----------------- | --------------------- |
| Cavani 67' | (0–1) Jegyzőkönyv | Caicedo 8' (11-esből) |

| Estadio Centenario, Montevideo Nézőszám: 38 000 Játékvezető: Carlos Amarilla (paraguayi) |

| 2012. szeptember 11. 19:25 (UTC−4) |

| Paraguay | 0–2               | Venezuela      |
| -------- | ----------------- | -------------- |
|          | (0–1) Jegyzőkönyv | Rondón 45' 68' |

| Estadio Defensores del Chaco, Asunción Nézőszám: 13 680 Játékvezető: Enrique Osses (chilei) |

| 2012. szeptember 11. 20:25 (UTC−5) |

| Peru         | 1 − 1             | Argentína   |
| ------------ | ----------------- | ----------- |
| Zambrano 22' | (1–1) Jegyzőkönyv | Higuaín 38' |

| Estadio Nacional, Lima Nézőszám: 34 111 Játékvezető: Wilmar Roldán (kolumbiai) |

### 9. forduló
Pihenőnapos:  Venezuela
| 2012. október 12. 21:00 (UTC−3) |

| Argentína                | 3–0               | Uruguay |
| ------------------------ | ----------------- | ------- |
| Messi 65' 79' Agüero 74' | (0–0) Jegyzőkönyv |         |

| Estadio Malvinas Argentinas, Mendoza Nézőszám: 31 997 Játékvezető: Leandro Vuaden (brazil) |

| 2012. október 12. 15:30 (UTC−5) |

| Kolumbia       | 2–0               | Paraguay |
| -------------- | ----------------- | -------- |
| Falcao 52' 89' | (0–0) Jegyzőkönyv |          |

| Estadio Metropolitano Roberto Meléndez, Barranquilla Nézőszám: 45 000 Játékvezető: Sergio Pezzotta (argentin) |

| 2012. október 12. 16:00 (UTC−5) |

| Ecuador                                   | 3–1               | Chile               |
| ----------------------------------------- | ----------------- | ------------------- |
| Caicedo 33' 56' (11-esből) Castillo 90+2' | (1–1) Jegyzőkönyv | Paredes 25' (öngól) |

| Estadio Olímpico Atahualpa, Quito Nézőszám: 32 600 Játékvezető: Héber Lopes (brazil) |

| 2012. október 12. 16:00 (UTC−4) |

| Bolívia       | 1–1               | Peru       |
| ------------- | ----------------- | ---------- |
| Chumacero 51' | (0–1) Jegyzőkönyv | Mariño 21' |

| Estadio Hernando Siles, La Paz Nézőszám: 36 500 Játékvezető: Carlos Vera (ecuadori) |

### 10. forduló
Pihenőnapos:  Kolumbia
| 2012. október 16. 16:00 (UTC−4) |

| Bolívia                       | 4–1               | Uruguay    |
| ----------------------------- | ----------------- | ---------- |
| Saucedo 5' 50' 54' Mojica 26' | (2–0) Jegyzőkönyv | Suárez 80' |

| Estadio Hernando Siles, La Paz Nézőszám: 25 402 Játékvezető: Víctor Hugo Rivera (perui) |

| 2012. október 16. 19:00 (UTC−3) |

| Paraguay    | 1–0               | Peru |
| ----------- | ----------------- | ---- |
| Aguilar 52' | (0–0) Jegyzőkönyv |      |

| Estadio Defensores del Chaco, Asunción Nézőszám: 10 114 Játékvezető: Pablo Lunati (argentin) |

| 2012. október 16. 21:05 (UTC−3) |

| Chile           | 1–2               | Argentína             |
| --------------- | ----------------- | --------------------- |
| Gutiérrez 90+1' | (0–0) Jegyzőkönyv | Messi 28' Higuaín 31' |

| Estadio Nacional de Chile, Santiago de Chile Nézőszám: 45 000 Játékvezető: Antonio Arias (paraguayi) |

| 2012. október 16. 17:30 (UTC−4:30) |

| Venezuela | 1–1               | Ecuador      |
| --------- | ----------------- | ------------ |
| Arango 6' | (1–1) Jegyzőkönyv | Castillo 22' |

| Estadio José Antonio Anzoátegui, Puerto La Cruz Nézőszám: 35 076 Játékvezető: Néstor Pitana (argentin) |

### 11. forduló
Pihenőnapos:  Ecuador
| 2013. március 22. 15:00 (UTC−5) |

| Kolumbia                                                    | 5−0               | Bolívia |
| ----------------------------------------------------------- | ----------------- | ------- |
| Torres 20' Valdés 49' Gutiérrez 62' Falcao 86' Armero 90+3' | (1–0) Jegyzőkönyv |         |

| Estadio Metropolitano Roberto Meléndez, Barranquilla Nézőszám: 40 478 Játékvezető: Carlos Vera (ecuadori) |

| 2013. március 22. 19:00 (UTC−3) |

| Uruguay    | 1−1               | Paraguay    |
| ---------- | ----------------- | ----------- |
| Suárez 82' | (0–0) Jegyzőkönyv | Benítez 86' |

| Estadio Centenario, Montevideo Nézőszám: 32 000 Játékvezető: Wilmar Roldán (kolumbiai) |

| 2013. március 22. 21:00 (UTC−3) |

| Argentína                            | 3–0               | Venezuela |
| ------------------------------------ | ----------------- | --------- |
| Higuaín 29' 59' Messi 45' (11-esből) | (2–0) Jegyzőkönyv |           |

| Estadio Monumental Antonio Vespucio Liberti, Buenos Aires Nézőszám: 40 000 Játékvezető: Víctor Carrillo |

| 2013. március 22. 21:10 (UTC−5) |

| Peru       | 1–0               | Chile |
| ---------- | ----------------- | ----- |
| Farfán 87' | (0–0) Jegyzőkönyv |       |

| Estadio Nacional, Lima Nézőszám: 43 000 Játékvezető: Diego Abal (argentin) |

### 12. forduló
Pihenőnapos:  Peru
| 2013. március 26. 16:00 (UTC−4) |

| Bolívia     | 1–1               | Argentína  |
| ----------- | ----------------- | ---------- |
| Martins 25' | (1–1) Jegyzőkönyv | Banega 44' |

| Estadio Hernando Siles, La Paz Nézőszám: 35 000 Játékvezető: Enrique Osses (chilei) |

| 2013. március 26. 16:00 (UTC−5) |

| Ecuador                                 | 4–1               | Paraguay      |
| --------------------------------------- | ----------------- | ------------- |
| Caicedo 38' Montero 50' 75' Benítez 54' | (1–1) Jegyzőkönyv | Caballero 15' |

| Estadio Olímpico Atahualpa, Quito Nézőszám: 33 048 Játékvezető: Sandro Ricci (brazil) |

| 2013. március 26. 20:30 (UTC−3) |

| Chile                  | 2–0               | Uruguay |
| ---------------------- | ----------------- | ------- |
| Paredes 10' Vargas 78' | (1–0) Jegyzőkönyv |         |

| Estadio Nacional de Chile, Santiago de Chile Nézőszám: 43 816 Játékvezető: Néstor Pitana (argentin) |

| 2013. március 26. 19:30 (UTC−4:30) |

| Venezuela  | 1–0               | Kolumbia |
| ---------- | ----------------- | -------- |
| Rondón 13' | (1–0) Jegyzőkönyv |          |

| Estadio Polideportivo Cachamay, Ciudad Guayana Nézőszám: 41 250 Játékvezető: Antonio Arias (paraguayi) |

### 13. forduló
Pihenőnapos:  Uruguay
| 2013. június 7. 19:05 (UTC−3) |

| Argentína | 0–0         | Kolumbia |
| --------- | ----------- | -------- |
|           | Jegyzőkönyv |          |

| Estadio Monumental Antonio Vespucio Liberti, Buenos Aires Nézőszám: 44 087 Játékvezető: Marlon Escalante (venezuelai) |

| 2013. június 7. 16:00 (UTC−4) |

| Bolívia    | 1–1               | Venezuela  |
| ---------- | ----------------- | ---------- |
| Campos 86' | (0–0) Jegyzőkönyv | Arango 58' |

| Estadio Hernando Siles, La Paz Nézőszám: 10 155 Játékvezető: Patricio Loustau (argentin) |

| 2013. június 7. 20:10 (UTC−4) |

| Paraguay       | 1–2               | Chile                |
| -------------- | ----------------- | -------------------- |
| Santa Cruz 87' | (0–1) Jegyzőkönyv | Vargas 41' Vidal 56' |

| Estadio Defensores del Chaco, Asunción Nézőszám: 30 000 Játékvezető: Leandro Vuaden (brazil) |

| 2013. június 7. 21:10 (UTC−5) |

| Peru        | 1–0               | Ecuador |
| ----------- | ----------------- | ------- |
| Pizarro 11' | (1–0) Jegyzőkönyv |         |

| Estadio Nacional, Lima Nézőszám: 37 000 Játékvezető: Marcelo Henrique (brazil) |

### 14. forduló
Pihenőnapos:  Paraguay
| 2013. június 11. 16:00 (UTC−5) |

| Ecuador      | 1–1               | Argentína            |
| ------------ | ----------------- | -------------------- |
| Castillo 17' | (1–1) Jegyzőkönyv | Agüero 4' (11-esből) |

| Estadio Olímpico Atahualpa, Quito Nézőszám: 35 000 Játékvezető: Enrique Cáceres (paraguayi) |

| 2013. június 11. 20:30 (UTC−4) |

| Chile                              | 3–1               | Bolívia     |
| ---------------------------------- | ----------------- | ----------- |
| Vargas 16' Sánchez 17' Vidal 90+2' | (2–1) Jegyzőkönyv | Martins 32' |

| Estadio Nacional, Santiago de Chile Nézőszám: 45 000 Játékvezető: Darío Ubriaco (uruguayi) |

| 2013. június 11. 15:30 (UTC−5) |

| Kolumbia                            | 2–0               | Peru |
| ----------------------------------- | ----------------- | ---- |
| Falcao 12' (11-esből) Gutiérrez 45' | (2–0) Jegyzőkönyv |      |

| Estadio Metropolitano Roberto Meléndez, Barranquilla Nézőszám: 42 265 Játékvezető: Sandro Ricci (brazil) |

| 2013. június 11. 19:30 (UTC−4:30) |

| Venezuela | 0–1               | Uruguay    |
| --------- | ----------------- | ---------- |
|           | (0–1) Jegyzőkönyv | Cavani 27' |

| Estadio Polideportivo Cachamay, Ciudad Guayana Nézőszám: 36 297 Játékvezető: Paulo Oliveira (brazil) |

### 15. forduló
Pihenőnapos:  Argentína
| 2013. szeptember 6. 17:00 (UTC−5) |

| Kolumbia         | 1–0               | Ecuador |
| ---------------- | ----------------- | ------- |
| J. Rodríguez 31' | (1–0) Jegyzőkönyv |         |

| Estadio Metropolitano Roberto Meléndez, Barranquilla Nézőszám: 45 000 Játékvezető: Héber Lopes (brazil) |

| 2013. szeptember 6. 18:30 (UTC−4) |

| Paraguay                                      | 4–0               | Bolívia |
| --------------------------------------------- | ----------------- | ------- |
| Fabbro 17' Santa Cruz 47' Ortiz 81' Gómez 84' | (1–0) Jegyzőkönyv |         |

| Estadio Defensores del Chaco, Asunción Nézőszám: 10 000 Játékvezető: Víctor Hugo Carrillo (perui) |

| 2013. szeptember 6. 20:30 (UTC−4) |

| Chile                             | 3–0               | Venezuela |
| --------------------------------- | ----------------- | --------- |
| Vargas 11' González 30' Vidal 85' | (2–0) Jegyzőkönyv |           |

| Estadio Nacional, Santiago Nézőszám: 45 000 Játékvezető: Sandro Ricci (brazil) |

| 2013. szeptember 6. 21:30 (UTC−5) |

| Peru       | 1–2               | Uruguay                   |
| ---------- | ----------------- | ------------------------- |
| Farfán 84' | (0–1) Jegyzőkönyv | Suárez 43' (11-esből) 67' |

| Estadio Nacional, Lima Nézőszám: 39 222 Játékvezető: Patricio Loustau (argentin) |

### 16. forduló
Pihenőnapos:  Chile
| 2013. szeptember 10. 16:00 (UTC−4) |

| Bolívia        | 1–1               | Ecuador                |
| -------------- | ----------------- | ---------------------- |
| Arrascaita 47' | (0–0) Jegyzőkönyv | Caicedo 58' (11-esből) |

| Estadio Hernando Siles, La Paz Nézőszám: 15 000 Játékvezető: Paulo Oliveira (brazil) |

| 2013. szeptember 10. 19:00 (UTC−3) |

| Uruguay               | 2–0               | Kolumbia |
| --------------------- | ----------------- | -------- |
| Cavani 77' Stuani 81' | (0–0) Jegyzőkönyv |          |

| Estadio Centenario, Montevideo Nézőszám: 65 000 Játékvezető: Antonio Arias (paraguayi) |

| 2013. szeptember 10. 19:25 (UTC−4:30) |

| Venezuela                                       | 3–2               | Peru                     |
| ----------------------------------------------- | ----------------- | ------------------------ |
| Rondón 37' C. González 62' (11-esből) Otero 77' | (1–1) Jegyzőkönyv | Hurtado 20' Zambrano 88' |

| Estadio José Antonio Anzoátegui, Puerto La Cruz Nézőszám: 20 000 Játékvezető: Néstor Pitana (argentin) |

| 2013. szeptember 10. 21:40 (UTC−4) |

| Paraguay                 | 2–5               | Argentína                                                                    |
| ------------------------ | ----------------- | ---------------------------------------------------------------------------- |
| Núñez 17' Santa Cruz 86' | (1–2) Jegyzőkönyv | Messi 12' (11-esből) 53' (11-esből) Agüero 32' Di María 50' M. Rodríguez 90' |

| Estadio Defensores del Chaco, Asunción Nézőszám: 27 000 Játékvezető: Enrique Osses (chilei) |

### 17. forduló
Pihenőnapos:  Bolívia
| 2013. október 11. 16:00 (UTC−5) |

| Kolumbia                                              | 3–3               | Chile                                |
| ----------------------------------------------------- | ----------------- | ------------------------------------ |
| T. Gutiérrez 69' Falcao 75' (11-esből) 84' (11-esből) | (0–3) Jegyzőkönyv | Vidal 19' (11-esből) Sánchez 22' 29' |

| Estadio Metropolitano Roberto Meléndez, Barranquilla Nézőszám: 40 388 Játékvezető: Paulo Oliveira (brazil) |

| 2013. október 11. 16:00 (UTC−5) |

| Ecuador     | 1–0               | Uruguay |
| ----------- | ----------------- | ------- |
| Montero 30' | (1–0) Jegyzőkönyv |         |

| Estadio Olímpico Atahualpa, Quito Nézőszám: 32 996 Játékvezető: Sandro Ricci (brazil) |

| 2013. október 11. 16:30 (UTC−4:30) |

| Venezuela  | 1–1               | Paraguay       |
| ---------- | ----------------- | -------------- |
| Seijas 83' | (0–1) Jegyzőkönyv | É. Benítez 28' |

| Estadio Polideportivo de Pueblo Nuevo, San Cristóbal Nézőszám: 27 227 Játékvezető: Víctor Hugo Carrillo (perui) |

| 2013. október 11. 20:00 (UTC−3) |

| Argentína                   | 3–1               | Peru        |
| --------------------------- | ----------------- | ----------- |
| Lavezzi 23' 35' Palacio 47' | (2–1) Jegyzőkönyv | Pizarro 21' |

| Estadio Monumental Antonio Vespucio Liberti, Buenos Aires Nézőszám: 28 977 Játékvezető: Carlos Vera (ecuadori) |

### 18. forduló
Pihenőnapos:  Venezuela
| 2013. október 15. 21:30 (UTC−2) |

| Uruguay                                          | 3–2               | Argentína            |
| ------------------------------------------------ | ----------------- | -------------------- |
| C. Rodríguez 5' Suárez 34' (11-esből) Cavani 50' | (2–2) Jegyzőkönyv | M. Rodríguez 15' 41' |

| Estadio Centenario, Montevideo Nézőszám: 55 000 Játékvezető: Marcelo Henrique (brazil) |

| 2013. október 15. 20:30 (UTC−3) |

| Paraguay | 1–2               | Kolumbia      |
| -------- | ----------------- | ------------- |
| Rojas 6' | (1–1) Jegyzőkönyv | Yepes 38' 55' |

| Estadio Defensores del Chaco, Asunción Nézőszám: 7142 Játékvezető: Diego Abal (argentin) |

| 2013. október 15. 20:30 (UTC−3) |

| Chile                 | 2–1               | Ecuador     |
| --------------------- | ----------------- | ----------- |
| Sánchez 35' Medel 38' | (2–0) Jegyzőkönyv | Caicedo 66' |

| Estadio Nacional de Chile, Santiago de Chile Nézőszám: 47 458 Játékvezető: Leandro Vuaden (brazil) |

| 2013. október 15. 21:15 (UTC−5) |

| Peru      | 1–1               | Bolívia        |
| --------- | ----------------- | -------------- |
| Yotún 18' | (1–1) Jegyzőkönyv | Bejarano 45+1' |

| Estadio Nacional, Lima Játékvezető: Enrique Cáceres (paraguayi) |

## Interkontinentális pótselejtező
Az ötödik helyezett csapatnak interkontinentális pótselejtezőt kellett játszania. A párosításról sorsolás döntött, melyet 2011. július 30-án tartottak Rio de Janeiroban. A dél-amerikai ötödik helyezett csapat az ázsiai ötödik helyezettel játszott. A párosítás győztese jutott ki 2014-es labdarúgó-világbajnokságra.
| 1. csapat | Össz.Tooltip Aggregate score | 2. csapat | 1. mérk. | 2. mérk. |
| --------- | ---------------------------- | --------- | -------- | -------- |
| Jordánia  | 0–5                          | Uruguay   | 0–5      | 0–0      |